# Lansdowne (India)
Lansdowne è una suddivisione dell'India, classificata come cantonment board, di 7.902 abitanti, situata nel distretto di Pauri Garhwal, nello stato federato dell'Uttarakhand. In base al numero di abitanti la città rientra nella classe V (da 5.000 a 9.999 persone).

## Geografia fisica
La città è situata a 29° 49' 60 N e 78° 40' 60 E e ha un'altitudine di 1.399 m s.l.m..

## Società

### Evoluzione demografica
Al censimento del 2001 la popolazione di Lansdowne assommava a 7.902 persone, delle quali 5.048 maschi e 2.854 femmine. I bambini di età inferiore o uguale ai sei anni assommavano a 686, dei quali 380 maschi e 306 femmine. Infine, coloro che erano in grado di saper almeno leggere e scrivere erano 6.829, dei quali 4.583 maschi e 2.246 femmine.